# Полушнур
Полушнур — деревня в Тужинском районе Кировской области. Входит в Пачинское сельское поселение.
Расположена на реке Люмжа (приток Ярани) в 19 км к юго-востоку от посёлка Тужа, в 26 км к северо-востоку от Яранска и в 150 км к юго-западу от Кирова.
Имеется тупиковая подъездная дорога от автодороги Евсино (Р176) — Пачи.
С юго-востока к деревне примыкает лесной массив. В центре и на восточной окраине имеются пруды.
(Дети школьного возраста посещают школу в селе Пачи в 9 км к северу.)
| 2010 |
| ---- |
| 103  |

## История
До появления районов деревня относилась к Яранскому уезду Вятской губернии.
С конца 1960-х по начало 1990-х в деревне строились одно- двух- и четырёхквартирные деревянные жилые дома. Также были построены дом культуры, детский сад, ясли-сад, установлен памятник воинам, погибшим в боях за Родину.